# Antiprotestantism

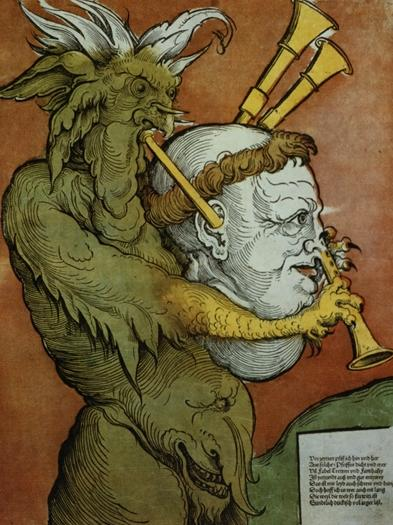
Målning från 1535 där Martin Luther framställs som Djävulens säckpipor.

Antiprotestantism är en motvilja, hat eller misstro mot protestantismen eller/och dess utövare, antingen från andra håll inom kristendomen som exempelvis den Romersk-katolska eller Östortodoxa kyrkan, eller utifrån.

## Historik
Romersk-katolska kyrkan försökte motarbeta reformationen som pågick från 1517. 1540 hade påve Paulus III stadfäst Jesuitorden, för att stoppa protestantismen och återvinna personer som övergått till den protestantiska läran som kallades för kätteri. Protestanter i Sydeuropa utsattes under 1500-talet för förföljelser.

### Fotnoter
1. ↑  ”Jesuit Order Established” (på engelska). History Channel. 27 september 1540. http://www.history.com/this-day-in-history/jesuit-order-established. Läst 1 juli 2014.